# Дорфман, Михл
Михл Дорфман (идиш יחיאל מיכל דארפמאן‎ также Мехл и Ихил-Мехл Дорфман, Михаил Давидович Дорфман; 1913, Каменец-Подольск — 30 июля 2006, Иерусалим) — раввин, духовный лидер брацлавских хасидов в СССР, глава иешивы в Иерусалиме. Председатель Всемирного Совета Брацлавских Хасидов (ВСБХ)

## Биография
Был учеником рабби Аврума Штернгарца и женат на его внучке.
Семь лет провел в советских лагерях.
С 30-х годов жил в поселке Малаховка под Москвой. Работал сапожником, портным, переплетчиком. Дорфман поддерживал переписку с хасидами по всему СССР. В послевоенный период стал центральной фигурой брацлавского хасидизма в Советском Союзе. Организовывал ежегодные нелегальные молитвенные собрания киббуцим на могиле рабби Нахмана из Брацлава в Рош ха-Шана в городе Умань, поддерживал контакты с брацлавскими хасидами во всем мире. Сохранял некоторые уникальные рукописи рабби Нахмана.
С 1970 года — в Израиле. Был председателем Всемирного совета брацлавских хасидов и главой Главной иешивы брацлавских хасидов в Иерусалиме. С 1988 года начал движение регулярного массового паломничества хасидов всего мира в город Умань.
В 1996 году возглавил Международный благотворительный Фонд имени Раби Нахмана в городе Умань.